# Гараба
Гараба (рос. Гараба; рум. Haraba) — село в Рибницькому районі в Молдові (Придністров'ї).
Згідно з переписом населення 2004 року у селі проживало 80,4% українців.